# NGC 297
NGC 297 est une lointaine galaxie elliptique située dans la constellation de la Baleine.NGC 297 a été découverte par l'astronome allemand Albert Marth en 1864.

## Caractéristiques
Sa vitesse par rapport au fond diffus cosmologique est de 14 900 ± 50 km/s, ce qui correspond à une distance de Hubble de 220 ± 45 Mpc (∼718 millions d'al).
À ce jour, une mesure non basée sur le décalage vers le rouge (redshift) donne une distance d'environ 236,000 Mpc (∼770 millions d'al). Cette valeur est à l'intérieur des valeurs de la distance de Hubble.